# Dongyangosaurus
Dongyangosaurus (лат.) — род динозавров-зауропод из клады Macronaria, живших во время верхнемеловй эпохи около 95 млн лет назад в районе современного Китая.
Типовой и единственный вид Dongyangosaurus sinensis был описан в 2008 году группой учёных во главе с J. Lü. Название рода относится к городскому округу Donyang в провинции Чжэцзян. Видовое название sinensis относится к Китаю.
Голотип DYM 04888 представляет собой частичный скелет, найденный в формации Fangyang (сеноман) и состоящий из десяти спинных позвонков, крестцовых позвонков, двух передних хвостовых позвонков, частей таза и нескольких рёбер.
Dongyanosaurus по описанию является базальным членом клады Titanosauriformes, являясь ещё одним примером разнообразия данной группы в начале позднего мела Китая.